# Rutger Jan Schimmelpenninck (1761-1825)
Rutger Jan graaf Schimmelpenninck (Deventer, 31 oktober 1761 – Amsterdam, 15 februari 1825), heer van Nijenhuis, Peckedam en Gellicum, was een Nederlands jurist, ambassadeur en politicus, onder andere raadpensionaris van het Bataafs Gemenebest.

## Achtergrond en opleiding

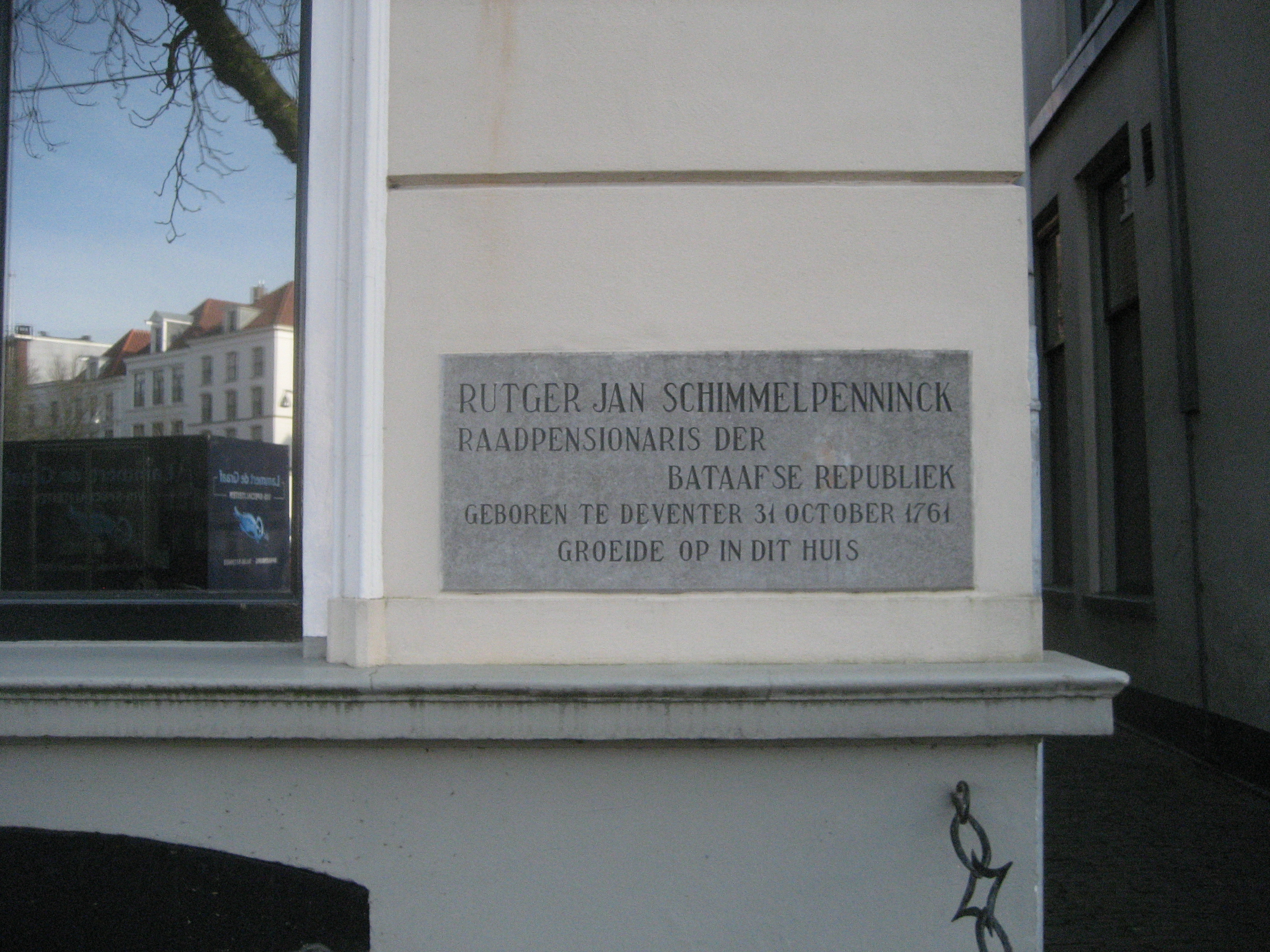
Herdenkingssteen in Deventer

Schimmelpenninck werd geboren als afstammeling uit een bastaardtak van het Gelderse adellijke geslacht Schimmelpenninck van der Oye. Zijn vader Gerrit Schimmelpenninck was wijninkoper en had als doopsgezinde geen politieke rechten in de Republiek der Verenigde Nederlanden.
Hij doorliep in Deventer de Latijnse School en het Athenaeum Illustre. Op twintigjarige leeftijd vertrok hij naar Leiden om daar rechtsgeleerdheid te gaan studeren. Hij promoveerde op de verhandeling De imperio populari rite temporato waarin hij Rousseaus leer der volkssoevereiniteit verdedigde, alleen waarin deze beperkt blijft tot de gegoede burgerij. Ook sprak hij zich in dit proefschrift positief uit over de Amerikaanse grondwet met hun dominerende president.
De gegoede burgerij – de stand waar Schimmelpenninck zelf toe behoorde – was (zeker in het oosten van Nederland) verstoken van enige macht. Dit frustreerde tal van jonge burgers, zoals Rutger Jan, die een goede opleiding hadden genoten maar omwille van hun afkomst en godsdienst (zoals katholieken, doopsgezinden en joden) geen invloedrijke functies kregen toebedeeld bij de overheid - die bleven in de oostelijke gewesten vrijwel voorbehouden aan telgen uit adel en patriciaat, en beperkt tot de belijders van de Gereformeerde Kerk.

## Patriot
Schimmelpenninck behoorde als Leids student tot de allereerste staatsgezinden. Als leider van een vrijkorps onderdrukte hij in juni 1784 een oproer van prinsgezinde studenten. Hij was betrokken bij het Leids Ontwerp begin oktober 1785, samen met Pieter Vreede, Wybo Fijnje, Jacob Blauw en Cornelis van Foreest.
Na zijn promotie ging Schimmelpenninck aan het werk als advocaat in Amsterdam. In 1788 trouwde hij met Catherina Nahuys. Catherina kwam uit het rijke geslacht Nahuys en zij verschafte haar man een groot vermogen en de nodige connecties in de hoofdstad. Met hen richtte Schimmelpenninck de patriotse Vaderlandsche Sociëteit op. De Sociëteit bestond maar zeer kort, als gevolg van de Pruisische inval in 1787 werd zij ontbonden. De Pruisen herstelden de macht van stadhouder Willem V en diens Pruisische gemalin Wilhelmina. De patriotten werden tegengewerkt en een deel week uit naar het buitenland (Frankrijk).
Schimmelpenninck en zijn vrienden besloten tot de oprichting van een "wetenschappelijke" sociëteit, het Kunst- en letterlievend Genootschap Doctrina et Amicitia. Naast Schimmelpenninck waren ook andere prominente patriotten als Krayenhoff, Gogel, Goldberg, Wiselius, Van Staphorst en Crajenschot lid. Schimmelpenninck was in 1789 deelnemer in de Holland Land Company, samen met de gebroeders Van Staphorst, een maatschappij, die investeerde in het noorden van de staat New York, niet ver van het Ontariomeer.

## Leider van de moderaten
Na de Franse inval in de Republiek der Zeven Verenigde Nederlanden in januari 1795 kwam hij in het voorlopige stadsbestuur van Amsterdam terecht. Bij de verkiezingen werd hij voor het kiesdistrict Amsterdam-XIV in de Eerste Nationale Vergadering gekozen voor de moderaten. De moderaten waren niet de enige partij in de Nationale Vergadering, er waren ook federalisten en unitariërs.
De federalisten waren conservatief; zij waren al blij met het vertrek van de stadhouder en wilden verder geen hervormingen. Zij waren voorstanders van gewestelijke autonomie. De unitariërs daarentegen waren radicaal; de gewesten moesten worden vervangen door departementen en er moest een krachtig, democratisch en centraal bestuur komen voor de Bataafse Republiek.

De moderaten van Schimmelpenninck namen een tussenpositie in; ze wilden ook een centrale staat, net als de unitariërs, maar zagen niets in een verregaande verruiming van de kieswet. De moderaten waren vaak besluiteloos en werden daarom door hun vijanden - zowel de unitariërs als federalisten - "slijmgasten" genoemd.
Van 17 mei 1796 tot 30 mei 1796 en van 15 mei 1797 tot 29 mei 1797 was Schimmelpenninck voorzitter van de Eerste Nationale Vergadering.
In 1797 werd Schimmelpenninck ook in de Tweede Nationale Vergadering gekozen. Hij nam echter onmiddellijk ontslag toen het gerucht de ronde deed dat de "ultrademocraten" met Franse hulp de macht probeerden te grijpen. Na de staatsgreep van Daendels op 12 juni 1798 kwam Schimmelpenninck weer op de voorgrond. Hoewel Daendels een opvliegende unitariër was, volgde hij de lijn van "behoedzame tempering" (gematigdheid) en is door Schimmelpenninck gesteund.

## Ambassadeur in Parijs en Londen
In 1798 werd hij voor de Bataafse Republiek ambassadeur in Parijs, om er de belangen van de Bataafse Republiek te behartigen. Na de staatsgreep van Napoleon Bonaparte op 9 november 1799, stond hij onder zijn gezag. Hij raakte in de ban van diens persoonlijkheid. In 1801-1802 nam Schimmelpenninck deel aan de vredesonderhandeling in Amiens.
Zelf zag hij zich als onafhankelijk onderhandelaar tussen de Franse en Engelse gevolmachtigden, respectievelijk de broer van Napoleon, Jozef Bonaparte en Lord Cornwallis. Maar in feite had de Bataafse Republiek geen onafhankelijke buitenlandse politiek meer en moest hij zich voegen naar de wensen van Frankrijk.
In 1802 werd hij overgeplaatst naar Londen, maar al na een half jaar keerde hij op verzoek van de Fransen terug naar Parijs. De strijd werd hervat tussen Groot-Brittannië en de Franse Republiek met haar bondgenoten, waaronder het Bataafs Gemenebest dat na een staatsgreep in 1801 de Bataafse Republiek had vervangen. In september 1803 werd hij opnieuw ambassadeur en kwam hij in de belangstelling van Napoleon te staan.

## Nieuwe Grondwet en Raadpensionaris

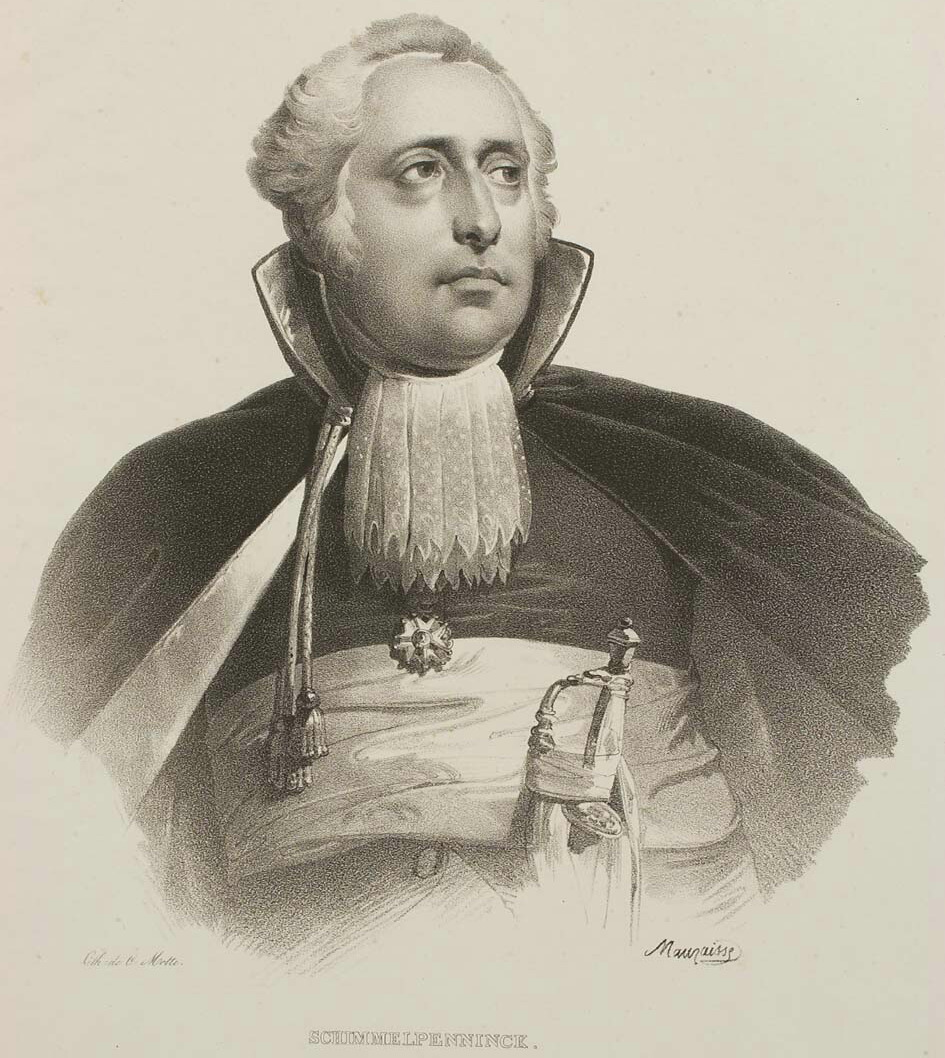
Rutger Jan Schimmelpenninck als raadpensionaris

In 1804 werd Schimmelpenninck, door Napoleon gevraagd een nieuwe grondwet te schrijven voor het Bataafs Gemenebest. Toen deze een jaar later af was, werd Schimmelpenninck naar Nederland terug gestuurd om er als raadpensionaris in naam van Napoleon de macht van het Staatsbewind over te nemen. In feite was Schimmelpenninck nu als bestuurder de verlengde arm van Napoleon geworden. Het is niet duidelijk of Schimmelpenninck veel behoefte voelde dit ambt te bekleden, maar omdat Napoleon hem min of meer dwong, ging hij akkoord. Als raadpensionaris werd hij bijgestaan door een negentien leden tellend Wetgevend Lichaam, dat ieder half jaar bijeenkwam en een oordeel mocht uitspreken over het beleid. De feitelijke macht was echter relatief klein. 
Er kwam ook een kabinet met secretarissen van Staat. Een van de belangrijkste secretarissen van Staat was Alexander Gogel, die het departement Financiën beheerde. Schimmelpenninck nam zijn intrek op Paleis Huis ten Bosch, voerde een hofhouding en reed op werkdagen met zijn koets naar het Binnenhof om daar te werken. Zijn ogen werden echter steeds slechter, waardoor hij op den duur bijvoorbeeld bij het geven van handen vaak misgreep.
In de korte tijd dat hij raadpensionaris was heeft Schimmelpenninck, bijgestaan door Gogel, enkele zeer belangrijke hervormingen doorgevoerd, veelal op aanwijzing van hogerhand. Gogel richtte een nieuw belastingstelsel in. Er kwam een accijns op zout en zeep, op turf, alcoholische dranken (behalve op bier), graan, meel en vlees. Er werd een kadaster ingericht naar Frans voorbeeld, op basis waarvan een grondbelasting kon worden ingevoerd. Ook kwam er een personele belasting op bedienden, een heffing op paarden, meubels etc. Schimmelpennincks secretaris van Staat voor Onderwijs, Hein van Stralen, voerde een nieuwe onderwijswet in met overheidssteun aan het openbaar onderwijs. Mede door zijn toenemende blindheid, werd Schimmelpenninck al na een jaar vervangen door Lodewijk Napoleon, Napoleons broer, die op 4 juni 1806 in Nederland arriveerde en koning van het door Napoleon nieuw opgerichte koninkrijk Holland werd. In 1807 werd Schimmelpenninck verheven tot chevalier de l'Empire.

## Senator
Napoleon had hem bij het traktaat dat de oprichting van het Koninkrijk Holland regelde, voor het leven benoemd tot president van het Wetgevend Lichaam. Hij weigerde echter die positie te aanvaarden. Koning Lodewijk vroeg hem eveneens om deze functie te vervullen, maar hij weigerde opnieuw. Vijf jaar lang was hij werkloos, totdat hij in 1811 senator werd in Frankrijk. Het Koninkrijk Holland was inmiddels sinds juli 1810 door Frankrijk geannexeerd. Als senator vestigde Schimmelpenninck zich in Parijs. Op 10 april 1811 werd hij door Napoleon verheven tot comte de l'Empire. Napoleon koos hem als "aartsschatbewaarder" van de Orde van de Drie Gulden Vliezen.

## Na het herstel
Toen Napoleon in 1815 definitief verslagen werd en Nederland een onafhankelijke monarchie geworden was, nam Schimmelpenninck op verzoek van de nieuwe koning Willem I zitting in de pas opgerichte Eerste Kamer der Staten-Generaal, een positie die hij vanaf 21 september dat jaar bekleedde.
Hier bleef hij tot 15 februari 1825 lid van. Een oogafwijking dwong hem zich terug te trekken uit het openbare leven. Hij overleed in 1825 in Amsterdam.

## Familie

Rutger Jan Schimmelpenninck en zijn gezin, olieverf op doek, Pierre Prud'hon (1801-1802), Rijksmuseum Amsterdam

Uit zijn huwelijk met Catharina Nahuys (Monnickendam, ca. 1765 - Diepenheim, 22 maart 1844) op 26 augustus 1788 werden twee kinderen geboren: een dochter en een zoon. Zijn zoon Gerrit graaf Schimmelpenninck (1794-1863) was later premier van Nederland (1848). Rutger Jan had ook een broer, Gerrit Schimmelpenninck (1759-1818), die in de jaren 1795-1798 lid was van de Vergadering van provisionele representanten van het Volk van Overijssel. Van Rutger Jan Schimmelpenninck van Nijenhuis (1821-1893), lid van de Tweede Kamer en minister van Financiën (1866-1868), was hij de grootvader.